# Friedrichsruh (Drage)
Slottet Friedrichsruh i Drage i Steinburg kreds var et rokokoslot i det vestlige Slesvig-Holsten tegnet af Nicolai Eigtved og opført 1744-51 for statholder Frederik Ernst af Brandenburg-Kulmbach. Kapellet blev udsmykket af billedhuggeren Johann Friedrich Hännel i 1746, hvilket bevarede tegninger viser. Slottet, der er gengivet i Thurahs Den Danske Vitruvius blev revet ned i 1787.
Slottet skal ikke forveksles med det stadig eksisterende slot Friedrichsruh i Lauenburg.
54°0′7″N 9°31′10″Ø / 54.00194°N 9.51944°Ø